# بوكيمون: ذا فيرست موفي
بوكيمون: ذا فيرست موفي (باليابانية: 劇場版ポケットモンスター ミュウツーの逆襲، بالروماجي: Gekijōban Poketto Monsutā: Myūtsū no Gyakushū) (بالإنجليزية: Pokémon: The First Movie) هو فيلم أنمي ياباني من إخراج كونيهيكو يوياما ومن إنتاج استوديو أو إل إم، عرض الفيلم في اليابان في 18 يوليو عام 1998.

## القصة
فكرة الفيلم تدور حول مجموعة من العلماء الذين طوروا جينات البوكيمون "ميو" لإنتاج "ميوتو"، أقوى بوكيمون على وجه الأرض، لكنه ليس بوكيمونًا حقيقيًا، بل مجرد نسخة. يبدأ ميوتو بالتساؤل عن هويته ويقوم بالقضاء على العلماء الذين استنسخوه، ثم يتعاون مع جيوفاني، زعيم فريق "روكيت"، لكنه يكسر كل القيود ويتركه لأنه لا يتلقى الأوامر. في محاولته للسيطرة على العالم، يخطف ميوتو الممرضة جوي ويخطط لمواجهة ميو، البوكيمون الأصلي، حيث يدعو اللاعبين المميزين للمشاركة في بطولة يشارك فيها كأحد الأبطال.
تبدأ الأغنية التي تُصاحب مباريات |آش ، وعند فوزه، يتلقى دعوة من ميوتو عبر بوكيمون "دراجونايت"، مما يدفعه للذهاب. يصل عدد قليل من اللاعبين إلى مقر ميوتو بعد تجاوز العاصفة التي خلقها كعائق، وهناك يستقبلهم جوي، الذي يبدو أنه منوم مغنطيسياً، لكن بروك يتعرف عليه. يظهر ميوتو في النهاية ويتحدى المدربين، هازمًا إياهم بسهولة، ويستولي على جميع بوكيموناتهم باستخدام كرات بوكيمون سوداء، مما يدفع آش إلى بذل جهود مضنية لحماية بيكاتشو لكنه يفشل. تتجه جميع الكرات السوداء إلى مكان يتم فيه استنساخ البوكيمونات الأصلية إلى نسخ محسنة، ويتمكن آش من الوصول إلى هذا المكان وتحرير البوكيمونات، لكن بعد أن تم استنساخها.
يتسلل فريق "روكيت" إلى المكان ويكتشفون حقيقة ميوتو وميو من خلال تسجيل لأحد العلماء الذين قاموا بالتطوير، حيث تم استنساخ ميو من شعراته أيضًا. تنشب معركة بين البوكيمونات الأصلية والمستنسخة، وفي النهاية يصل ميو، لكن ميوتو يتحداه. بينما تتصارع البوكيمونات، يتعرض بيكاتشو للضرب من نسخته دون أن يرد، مما يؤدي إلى انهيار جميع البوكيمونات من التعب. يبقى ميو وميوتو في مواجهة، وفي اللحظة الحاسمة، يتدخل آش لوقف القتال، لكن الضربتين تصيبانه.
تكون الضربتان من أقوى بوكيمونين على وجه الأرض، مما يجعل آش يسقط على الأرض بلا حراك، وعيناه مفتوحتان كأنه تحول إلى حجر. يستغرب ميوتو من موقف آش، بينما يسرع بيكاتشو إليه، لكنه لا يرد. تجلس ميستي على الأرض في حالة صدمة، وجميع المدربين مذهولين. يبدأ بيكاتشو بالبكاء ويستخدم "التيار الصاعق" لعل آش يستجيب، لكن دون جدوى. يبكي بيكاتشو بحرقه، وكذلك جميع البوكيمونات الأصلية والمستنسخة. فجأة، تتجمع الدموع حول آش وتلمع تحت ضوء الشمس، مما يساعده على استعادة وعيه ويحتضن بيكاتشو بشغف.
يتأثر ميوتو بشجاعة آش ويقرر أخذ جميع النسخ والرحيل بعيدًا، بينما يعود جميع المدربين إلى المحطة التي انطلقوا منها، حيث تستقبلهم الشرطية جيني. وعندما ينظر آش إلى الأفق، يرى ميو في السماء، لكن بروك وميستي لا يصدقانه.

## الأداء الصوتي
| الشخصية               | الأداء الصوتي                    |
| --------------------- | -------------------------------- |
| آش / ساتوشي           | ريكا ماتسوموتو                   |
| بيكاتشو               | إيكوي أوتاني                     |
| ميستي / كاسومي        | مايومي إيزوكا                    |
| بروك / تاكيشي         | يوجي أويدا                       |
| توغيبي                | ساتومي كوروغي                    |
| جيسي / موساشي         | ميغومي هاياشيبارا                |
| جيمس / كوجيرو         | شينيتشيرو ميكي                   |
| ميوث                  | إينوكو إينوياما                  |
| أوميو                 | واتارو تاكاغي                    |
| سوراو                 | تورو فورويا                      |
| سويت                  | آيكو ساتو                        |
| فويجر                 | ساشيكو كوباياشي                  |
| رايموند               | ريموند جونسون                    |
| ميوتو                 | ماساشيكا إشيمورا شوتارو موريكوبو |
| ميو                   | كويتشي ياماديرا                  |
| ساكاكي                | هيروتاكا سوزوؤكي                 |
| الشرطية جيني / جونسار | شينامي نيشيمورا                  |
| الممرضة جوي           | أياكو شيرايتشي                   |
| دكتور فوجي            | يوسكي أكيموتو                    |
| الراوي                | أونشو إيشيزوكا                   |

## وصلات خارجية
- الموقع الرسمي
- بوكيمون: ذا فيرست موفي على موقع IMDb (الإنجليزية)
- بوكيمون: ذا فيرست موفي على موقع ميتاكريتيك (الإنجليزية)
- بوكيمون: ذا فيرست موفي على موقع روتن توميتوز (الإنجليزية)
- بوكيمون: ذا فيرست موفي على موقع نتفليكس (الإنجليزية)
- بوكيمون: ذا فيرست موفي على موقع ألو سيني (الفرنسية)
- بوكيمون: ذا فيرست موفي على موقع Turner Classic Movies (الإنجليزية)
- بوكيمون: ذا فيرست موفي على موقع أول موفي (الإنجليزية)
- بوكيمون: ذا فيرست موفي على موقع بوكس أوفيس موجو (الإنجليزية)
- بوكيمون: ذا فيرست موفي على موقع فيلمافينيتي (الإسبانية)
- بوكيمون: ذا فيرست موفي على موقع قاعدة بيانات الأفلام السويدية (السويدية)